# Stare Miasto (městská část Krakova)
Stare Miasto (polsky Dzielnica I Stare Miasto) je první městská část Krakova. Do roku 1990 spadala administrativně pod čtvrť Śródmieście. K 31. prosinci 2007 zde žilo 42 671 obyvatel. Rozloha městské části činí 580 ha.

## Externí odkazy

Městská část I Stare Miasto